# Halfdan Pisket
Halfdan Pisket (født 1. juli 1985), også kendt under kunstnernavnet VJ Cancer er en dansk kunstner, tegneserietegner / graphic novelforfatter og VJ.
Halfdan Pisket er uddannet på Det Kongelige Danske Kunstakademi, på linjen for Billedkunst, med afgang i 2009.
Halfdan Pisket har skrevet og tegnet en række undergrundstegneserier: Vold (med forfatter Hans Otto Jørgensen, 2009), Hail the Darklord (2012) og Låsesmeds filerne / Locksmith Files (2012).
Desertør (2014) Kakerlak (2015) og Dansker (2016) er del af en graphic novel-trilogi, der handler om Piskets fars liv    . Dansker vandt særprisen ved Politikens Litteraturpris. Forlaget Gladiator genudgav i 2016 Låsesmeds filerne i en revideret udgave.
Halfdan Pisket har i 2015 fået Statens Kunstfonds treårige arbejdslegat på 850.000 kroner, legatudvalgets største hæder. Det er første gang at legatet uddeles til grafisk litteratur. I begrundelsen for tildelingen udtaler legatudvalget om Halfdan Pisket:
 Med udgivelsen af de første to bind af trilogien om sin far, har Halfdan Pisket mere end overbevist udvalget om, at han skal have et treårigt arbejdslegat. Det er et usædvanlig gennemført værk, hvor ord og billeder smelter sammen til en rå og gribende fortælling.

 — Statens Kunstfonds Legatudvalg, 2015
Udover Pisket modtog Rikke Villadsen, der også er tegneserietegner, legatet, ligesom det digitale magasin Third Ear, der især er kendt for deres radiomontager.
Han modtog Frit Flet-prisen i 2015.
Halfdan Piskets Dansker modtog i 2017 tegneserieprisen Pingprisen, for bedste danske tegneserie.
I 2019 vandt Halfdan Piskets Dansker-trilogi prisen for bedste serie på verdens tredjestørste tegneserie-festival, den franske Angouleme Festival.

Halfdan Pisket var medlem af musikaktivistgruppen Albertslund Terrorkorps tilknyttet Syg Nok Records. Her lavede han under navnet VJ Cancer gruppens musikvideoer.